# Бровкин, Дмитрий Валерьевич
Дми́трий Вале́рьевич Бро́вкин (укр. Дмитро Валерійович Бровкін; 11 мая 1984, Кукушкино, Бахчисарайский район, Крымская область, УССР, СССР) — украинский футболист. С 2025 года тренирует ФК "Заречное" (Джанкой), выступающий в Крымской Премьер-лиге.

## Биография
Родился в Бахчисарайском районе. Дмитрий Бровкин является воспитанником известной футбольной школы «Динамо» (Киев). Выступал за клубы: «Динамо-2», «Динамо-3».
В сезоне 2004/05 выступал за харьковский «Металлист». В чемпионате Украины дебютировал 15 июля 2004 года в матче «Днепр» — «Металлист» (4:2), Дмитрий вышел на 63 минуте вместо Лаши Джакобии и на 75 минуте забил гол. В этом же сезоне сыграл один матч за киевскую «Оболонь». В сезоне 2005/06 выступал за полтавскую «Ворсклу» и был основным игроком команды.
В сезоне 2006/07 выступал за финский клуб «АС Оулу». 21 мая 2007 года федерация футбола Финляндии дисквалифицировала его на 5 матчей. Из-за событий во время матча «KooTeePee» — «Оулу». 13 июля 2007 года он расторг контракт с «Оулу».
Сезон 2007/08 провёл в луганской «Заре».
В сезоне 2009/10 выступал в команде третьего польского дивизиона «Спартакус» Шароволя.
Летом 2011 года стал игроком клуба «Николаев». В январе 2012 года был на просмотре в казахстанском «Окжетпесе».
Летом 2015 года присоединился к ялтинскому клубу «Рубин». В 2016 году перешёл в «КФУ-Бахчисарай».

## Студенческая сборная Украины
В составе студенческой сборной Украины принимал участие в XXII летней универсиаде, которая проходила в 2003 году в Тэгу (Южная Корея). Украинская футбольная команда заняла итоговое 11 место.